# محمد علي جواد
محمد علي جواد جعفر الربيعي (توفي في الموصل في 11 آب 1937)، عسكري عراقي برتبة عقيد طيار، أحد أقطاب انقلاب بكر صدقي عام 1936 يوم كان قائداً للقوة الجوية العراقية الملكية. وهو في أول مجموعة من الضباط الطيارين نواة القوة الجوية العراقية الذين تدربوا في بريطانيا، وعادوا ليؤسسوا القوة الجوية العراقية، وأصبح أول قائد لها. كما كان طياراً خاصاً للملك غازي. اغتيل مع الفريق بكر صدقي في نفس العملية في مدينة الموصل في 11 آب/ أغسطس 1937 ودُفنَ في مقبرة باب المعظم.

## النشأة
ولد محمد علي (اسمه مركب) لعائلة عربية من أبوين عراقيَين فوالده جواد محمد جعفر الربيعي كان ضابطاً في الجيش العثماني ووالدته زهراء محمد علي الطيار ابنة عمة عبد الكريم قاسم رئيس الوزراء العراقي الأسبق، وقد قاتل والده في الجيش العثماني ضد الاحتلال البريطاني للعراق، وسافر إلى تركيا بعد سقوط مدينة بغداد في 1917 والتي رجع إليها بعد تأسيس الدولة العراقية وأحال نفسه على التقاعد وعمل بعدها في أملاكهم في منطقة أبو صيدا في محافظة ديالى.
وللعقيد محمد علي جواد شقيق أصغر منه هو عبد الجبار جواد كان ضابطاً في الجيش العراقي ومن ذات دورة عبد الكريم قاسم، تدرج في مناصبه حتى بلغ رتبة زعيم (عميد) ركن. وكان آخر منصب تولّاه هو قائد الفرقة الرابعة. وبعد انقلاب 8 شباط 1963 اعتقل وأُحيل على التقاعد.

## الدراسة
التحق بالكلية العسكرية الملكية ودرس فيها حتى أصبح في الصف المتقدم منها وقبل تخرّجه أوفد إلى بريطانيا في 1 سبتمبر 1927 للدراسة في كلية كرانويل للقوات الجوية مع 6 من الشبان العراقيين لتخريج طيارين عراقيين وتكون مدة الدراسة سنتان.
وقد أكمل دراسته وتدريبه هناك وعاد في عام 1931 ضمن أول خمس ضباط طيارين من التدريب في بريطانيا بأربع طائرات من نوع جيبسي موث وطائرة واحدة من نوع بوص موث ‏ (ما يشكل مجموع 5 طائرات) من لندن مروراً بباريس، ميلانو، زغرب، إسطنبول، أنقرة، حلب، والرمادي، منتهية بمدينة بغداد، في مطار الوشاش (مطار المثنى العسكري حالياً)، بالإضافة إلى 32 مهندس طيران، وقد استقبلهم الملك فيصل الأول وأشقاؤه الملك علي والأمير زيد ونجله الأمير غازي ولي العهد، والوزراء وعدد كبير من موظفي الدولة وجموع غفيرة من طلاب المدارس، وحشود بغدادية وموصلية، وكانت هذه انطلاقة وبداية نشوء القوة الجوية العراقية في تاريخ 22 نيسان 1931 فاتُّخِذَ هذا اليوم عيداً للقوة الجوية.

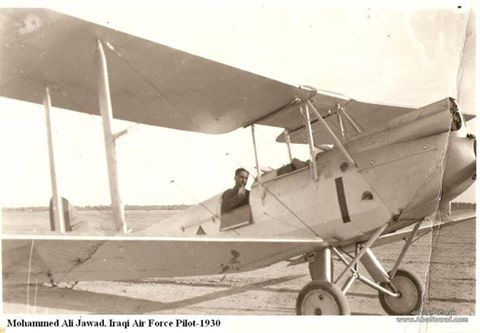
محمد علي جواد، أول ضابط طيار عراقي في القوة الجوية، وشَغل مَنصب قائد القوة الجوية العراقية فيما بعد.

صورة ملتقطة في يوم تأسيس القوة الجوية العراقية في تاريخ 22 نيسان 1931 ويظهر فيها رئيس الوزراء نوري السعيد واللواء الركن جميل الراوي ووزير الخارجية عبد الله الدملوجي، وفي الخلف يظهر الملازم حفظي عزيز والملازم الأول ناطق الطائي والعقيد الركن عبد اللطيف نوري والملازم الأول محمد علي جواد والملازم موسى علي والملازم الأول أكرم مشتاق.

## وظائفه
- بعد عودته من الدراسة تولّى قيادة القوة الجوية الناشئة يوم كان ملازما أول للفترة ( 1931-1932) (للمرة الأولى)[8]

- عُيّن مرة ثانية آمراً للقوة الجوية وهو برتبة عقيد طيار للفترة من 1936- 1937 انتهت باغتياله.[9]
- عمل أيضا طياراً خاصاً للملك غازي المغرم بحبه للطيران.

## انقلاب بكر صدقي
أراد بكر صدقي إسقاط وزارة ياسين الهاشمي بالقوة عن طريق القيام بانقلاب عسكري. لذلك تحرك بكر صدقي واستطاع إقناع رجال ذوي نفوذ داخل المؤسسة العسكرية في مقدمتهم الفريق عبد اللطيف نوري قائد الفرقة الأولى والعقيد محمد علي جواد قائد القوة الجوية - الطيار الخاص للملك للانضمام إلى فكرته وتأييد الإطاحة بحكومة الهاشمي، سارت الأمور بتكتّم شديد مما منع الاستخبارات العسكرية من كشف الحركة قبل وقوعها، وجاء موعد مناورات الخريف للجيش عام 1936 و وجد بكر صدقي ضالته المنشودة في هذه المناسبة، فقد كانت المناورات تقتضي إجرائها في منطقة جبل حمرين في محافظة ديالى بين خانقين وبغداد وكان من المفترض أن تكون الفرقة الأولى بقيادة الفريق عبد اللطيف نوري في موقع الدفاع عن بغداد فيما تكون الفرقة الثانية بقيادة بكر صدقي في موقع الهجوم.
في ليلة الخميس 26 أكتوبر 1936 زحفت قوات الجيش إلى بعقوبة ووصلتها صباح اليوم التالي، فقطعت خطوط الاتصال بالعاصمة بغداد واستولت على دوائر البريد والبرق والهاتف وعدد من المواقع الأستراتيجية في المدينة، ثم واصلت زحفها نحو بغداد في الساعة السابعة والنصف بقيادة الفريق بكر صدقي، وفي الساعة الثامنة والنصف من صباح ذلك اليوم ظهرت في سماء بغداد طائرات حربية يقودها العقيد محمد علي جواد وألقت آلاف المنشورات التي احتوت على البيان الأول للانقلاب. في الوقت الذي كانت الطائرات تلقي بيان الانقلاب، استقل حكمت سليمان سيارته وتوجه نحو القصر الملكي (قصر الزهور) حاملاً المذكرة التي وقعها الفريقان بكر صدقي وعبد اللطيف نوري والتي حددا فيها مهلة أمدها 3 ساعات للملك غازي لإقالة وزارة ياسين الهاشمي حيث سلمها إلى رئيس الديوان الملكي رستم حيدر.استمرت قوات الإنقلابيين بالزحف نحو بغداد، حيث وصلت أبوابها الساعة الرابعة بعد الظهر، لذلك اضطر الملك غازي إلى توجيه خطاب التكليف إلى حكمت سليمان في 29 تشرين الأول بتشكيل وزارة جديدة، وعند الساعة الخامسة والنصف كانت القوات قد دخلت شوارع بغداد من دون أن تلقى أية مقاومة. وأتم الانقلابيون تشكيل وزارتهم وصدرت الإرادة الملكية بتشكيلها في الساعة السادسة مساءً.

## اغتياله
قرر بكر صدقي السفر إلى تركيا لحضور المناورات العسكرية التركية المقرر القيام بها في 18 آب 1937 وقد اتخذ الإنكليز قرارهم بتصفيته وهو في طريقه إلى تركيا. غادر بغداد في 9 آب بالطائرة إلى الموصل، وكان برفقته العقيد محمد علي جواد قائد القوة الجوية، وكان من المقرر أن يغادر بالقطار ولكنه أحس بوجود مؤامرة ضده لذلك قرر السفر بالطائرة. وصل إلى الموصل ونزل في دار الضيافة وقد وجد المتآمرون فرصتهم في التخلص منه، حينما انتقل إلى حديقة مطعم المطار وبينما كان جالساً مع العقيد محمد علي جواد والمقدم الطيار موسى علي يتجاذبون أطراف الحديث، تقدم نائب العريف عبد الله التلعفري نحوهم ليقدم لهم المرطبات وكان يخبئ مسدساً تحت ملابسه، ولما وصل قرب بكر صدقي أخرج مسدسه وصوبه نحو رأسه وأطلق النار عليه فقتله في الحال، ثم أقدم على إطلاق النار على قائد القوة الجوية وقتله هو الآخر . أُلقي القبض على القاتل وأشبع ضرباً وفي التحقيق الأولي اعترف بأن الذي جاء به لتنفيذ الجريمة هو الضابط محمود هندي الذي اختفى بعد الحادث.
قيل أن العقيد فهمي سعيد كان لولب الحركة وأن الضابط محمود خورشيد هو العقل المدبّر لتلك العملية، وسرت شائعة تقول أن ضابط الاستخبارات البريطانية في الموصل هو الذي دبّر عملية الاغتيال. وفي صباح يوم الخميس 12 آب نقل جثمان بكر صدقي ومحمد علي جواد إلى بغداد، حيث شُيّعا إلى مثواهما الأخير تشييعاً رسمياً سار في مقدمته الوزراء وكبار الضباط والأعيان والنواب والسفراء.

## هوامش
1. ↑  عدا الطالب بشير يعقوب، وذلك لأنه لم يشرع في الدراسة.